# Oldsmobile Firenza
Oldsmobile Firenza — компактный автомобиль, выпускавшийся с 1982 по 1988 год подразделением Oldsmobile компании General Motors. Он базировался на платформе для переднеприводных автомобилей GM J, на которой также базировались Buick Skyhawk, Cadillac Cimarron, Chevrolet Cavalier и Pontiac Sunbird.

## Описание
Oldsmobile Firenza был представлен в марте 1982 года. Первоначально автомобиль выпускался в виде двухдверного хетчбэка и четырёхдверного седана. В 1983 году в модельный ряд был добавлен четырёхдверный универсал, а в 1986 году в модельный ряд было добавлено двухдверное купе.
Oldsmobile Firenza имеет такие опции, как электростеклоподъёмники, электрозамки и 14-дюймовые легкосплавные колёсные диски. Цена Firenza LX составляла 8080 долларов США (25511 долларов в долларах 2023 года). Название Firenza автомобиль получил в честь итальянского города Флоренция.
Oldsmobile Firenza имеет собственный дизайн передней и задней части. Впереди установлены четырёхугольные фары, разделённые сигнальными огнями в «утопленных» корпусах, с наклонной панелью цвета кузова между фарами. Приборная панель идентична Buick Skyhawk.
Радиаторная решётка расположена на переднем бампере. Сзади были установлены почти круглые задние фонари с небольшим загибом на внешних концах вверху задней части. Передняя подвеска — Макферсон, задняя — торсионная, с винтовыми пружинами и стабилизаторами поперечной устойчивости. 
Oldsmobile Firenza оснащён 2,0-литровым рядным четырёхцилиндровым двигателем с клапанным механизмом OHV, либо же 1,8-литровым двигателем с верхним расположением кулачков. В отличие от Buick и Pontiac, в Oldsmobile турбонаддув не применялся. В 1984 году за фарами были добавлены янтарные указатели поворота. В 1985 году в моторную гамму был добавлен 2,8-литровый двигатель LB6 V6. 

К 1988 году автомобиль прошёл фейслифтинг. Радиаторная решётка стала располагаться между фарами. Задние фонари стилизованы под Cutlass Ciera. Из моторной гаммы был исключён двигатель V6, а из модельного ряда был исключён хетчбэк. Выпускались только купе, седан и универсал с четырёхцилиндровыми двигателями. 

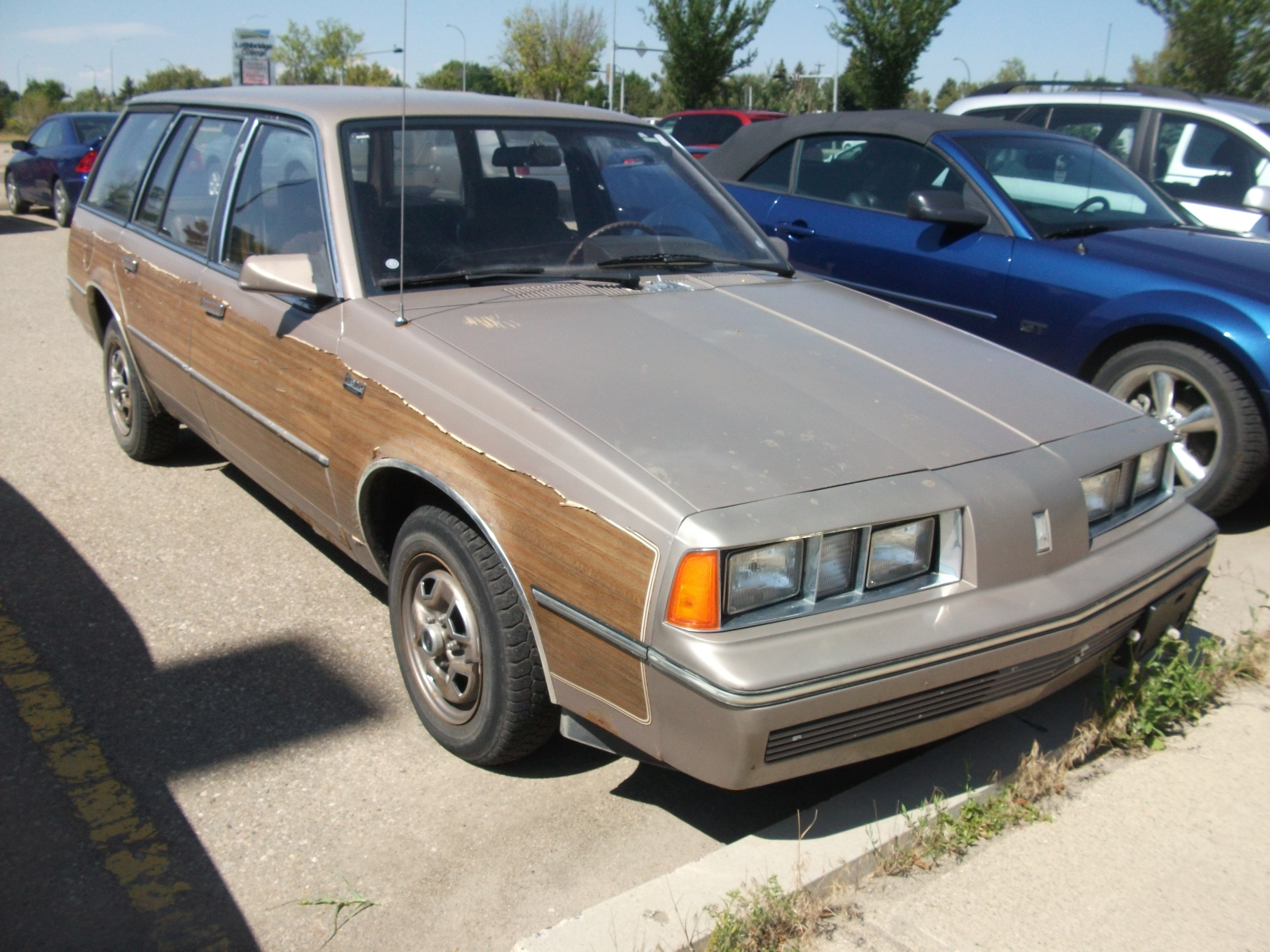
1983 Firenza Cruiser
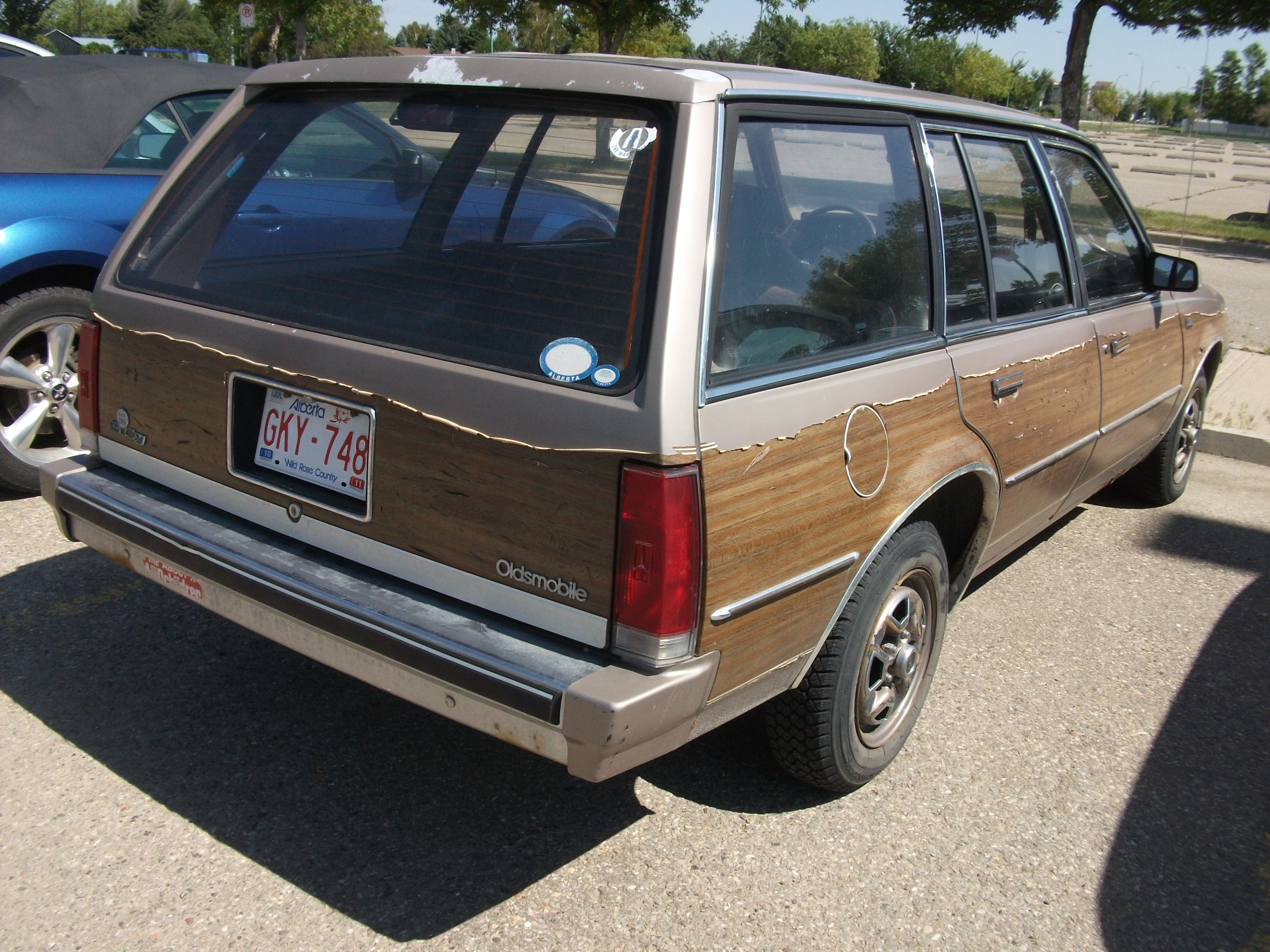
Универсал, вид сзади
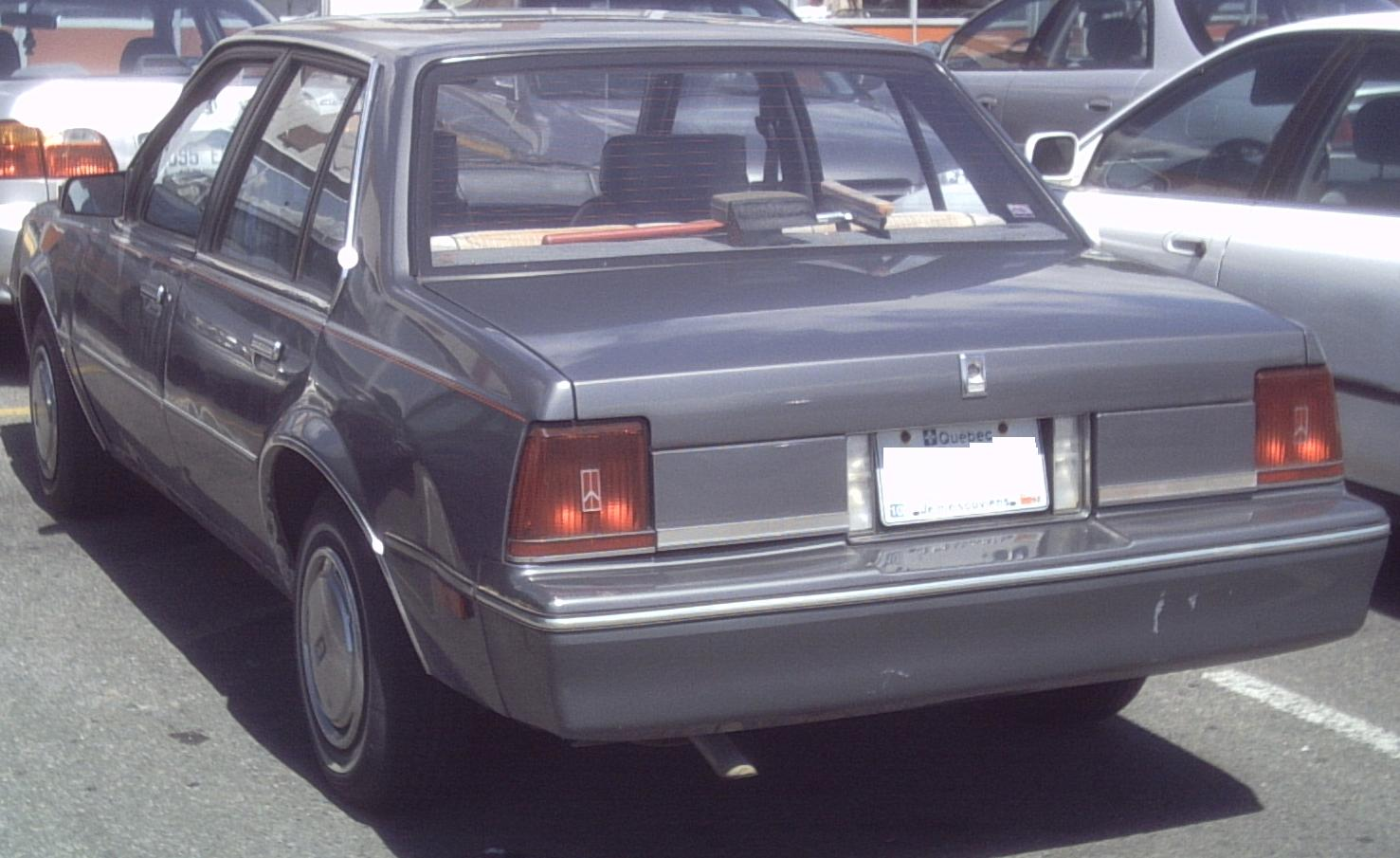
Седан, вид сзади
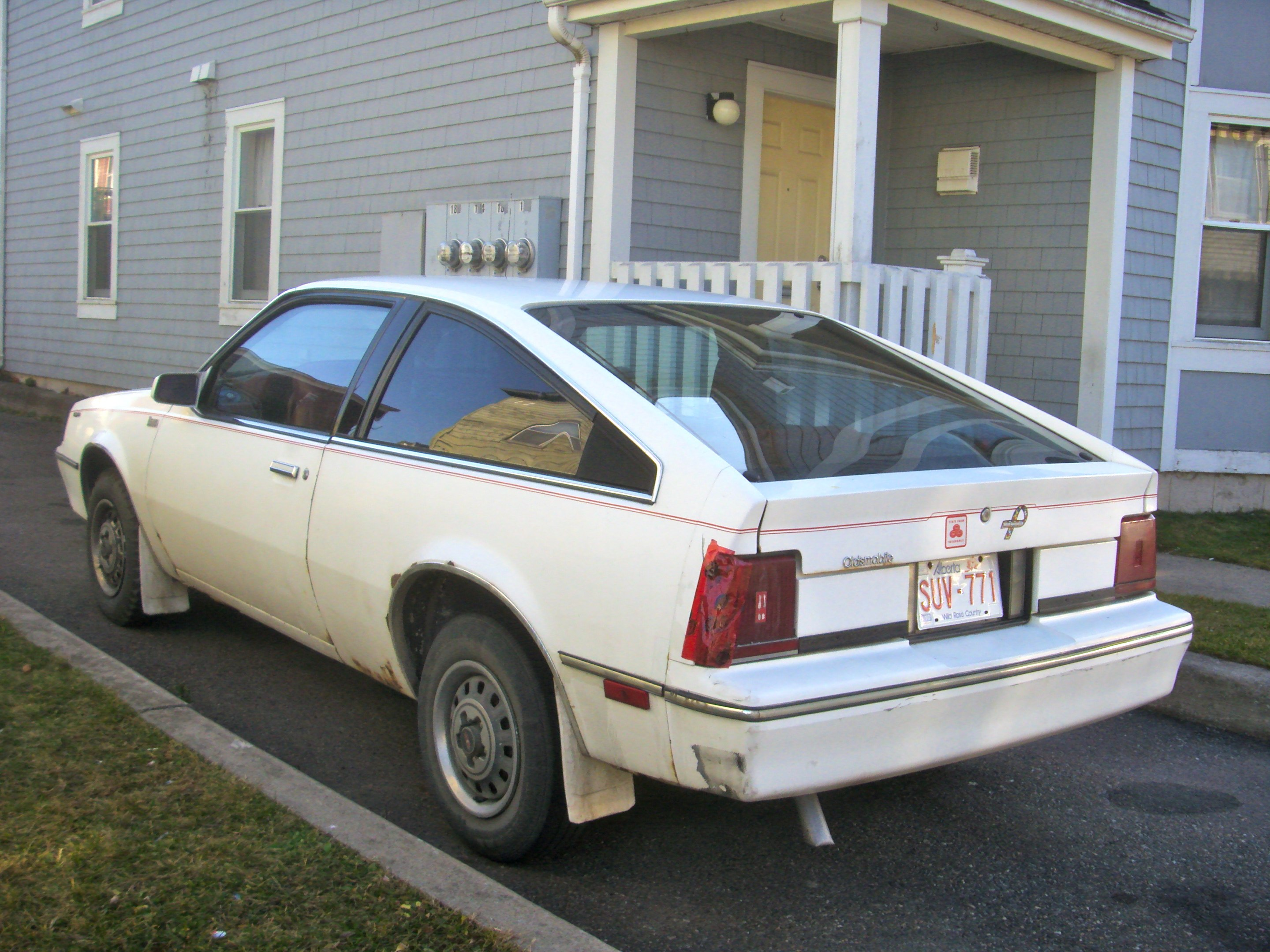
Хетчбэк, вид сзади
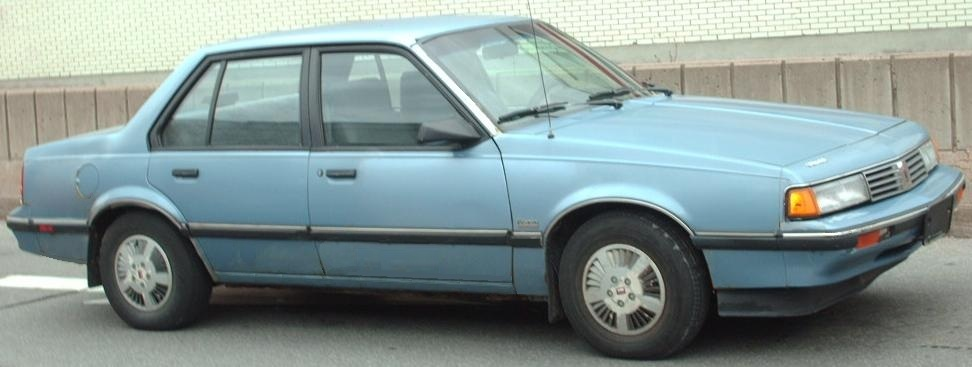
1988 Firenza

### Комплектации и опции
- Седан:
  - Base • 1982—1988
  - LX • 1982—1987
- Хетчбэк:
  - S • 1982—1987
  - SX • 1982—1985
  - GT • 1983—1987[9]
- Универсал:
  - Cruiser • 1983—1988
  - LX Cruiser • 1983—1985
- Купе:
  - Base • 1986—1988
  - LC • 1986—1987

## GT
Firenza GT выпускался в кузове хетчбэк под индексом S Coupe. В Европе продавались четырёхдверные хетчбэки на платформе J-body.
Firenza GT был представлен в 1983 году. Всего было выпущено 65 автомобилей. Автомобили оснащались 1,8-литровым, либо 2,0-литровым двигателем в паре с трёхступенчатой автоматической или пятиступенчатой механической трансмиссией.
Седан Firenza ES (EuroSport) был представлен в 1984 году в Канаде, затем в 1985 году автомобиль был представлен в США. У него были затемнённые рамки фар и затемнённая отделка задних фонарей, в обивке салона использовалась та же двухцветная комбинация серого и красного кантов, что и у всех GT.
В 1985 году было выпущено 498 моделей Firenza GT. В комплект входил стеклопластиковый капот с ярко выраженной центральной выпуклостью. 2,8-литровый двигатель V6 сочетался в паре с четырёхступенчатой механической или трёхступенчатой автоматической трансмиссией. К 1987 году четырёхцилиндровые двигатели стали сочетаться в паре с пятиступенчатой механической трансмиссией.
2,8-литровый двигатель V6 в паре с пятиступенчатой механической трансмиссией обеспечивал разгон до 100 км/ч за 9,1 сек. при максимальной скорости 200 км/ч, преодолевая 1/4 мили (402 м) торможения за 16,6 сек. GT с трёхступенчатой автоматической трансмиссией разгонялся до 100 км/ч за 10,2 сек. при максимальной скорости 175 км/ч, преодолевая 1/4 мили (402 м) торможения за 17,3 сек.

## Продажи
| Год   | Купе   | Хетчбэк | Седан   | Универсал | Всего   |
| ----- | ------ | ------- | ------- | --------- | ------- |
| 1982  | —      | 14,911  | 15,197  | —         | 30,108  |
| 1983  | —      | 11,975  | 16,345  | 12,432    | 40,752  |
| 1984  | —      | 17,990  | 46,325  | 18,160    | 82,475  |
| 1985  | —      | 7,684   | 27,929  | 8,727     | 44,340  |
| 1986  | 14,870 | 3,563   | 22,852  | 5,416     | 46,701  |
| 1987  | 6,209  | 1,774   | 14,985  | 2,860     | 25,828  |
| 1988  | 2,724  | —       | 8,612   | 920       | 12,256  |
| Всего | 23,803 | 57,897  | 152,245 | 48,515    | 282,460 |

## Двигатели
- 1982: 1.8 L L46 OHV I4 (карбюраторный)
- 1982—1986: 1.8 L LH8 TBI SOHC I4
- 1983—1986: 2.0 L LQ5 TBI OHV I4
- 1987—1988: 2.0 L LT2 TBI SOHC I4
- 1987—1988: 2.0 L LL8 TBI OHV I4
- 1985—1987: 2.8 L LB6 MPFI OHV V6